# Ecomuseo Mater Terra
El Ecomuseo Mater Terra - Ecomuseo de la Tierra de Miranda es un museo ubicado en la freguesía de Picote, en el municipio de Miranda de Duero, Portugal. Impulsado por la Asociación Frauga, y reabierto en 2023, está dedicado a estudiar, salvaguardar y defender el patrimonio cultural y natural de Picote.

## Historia

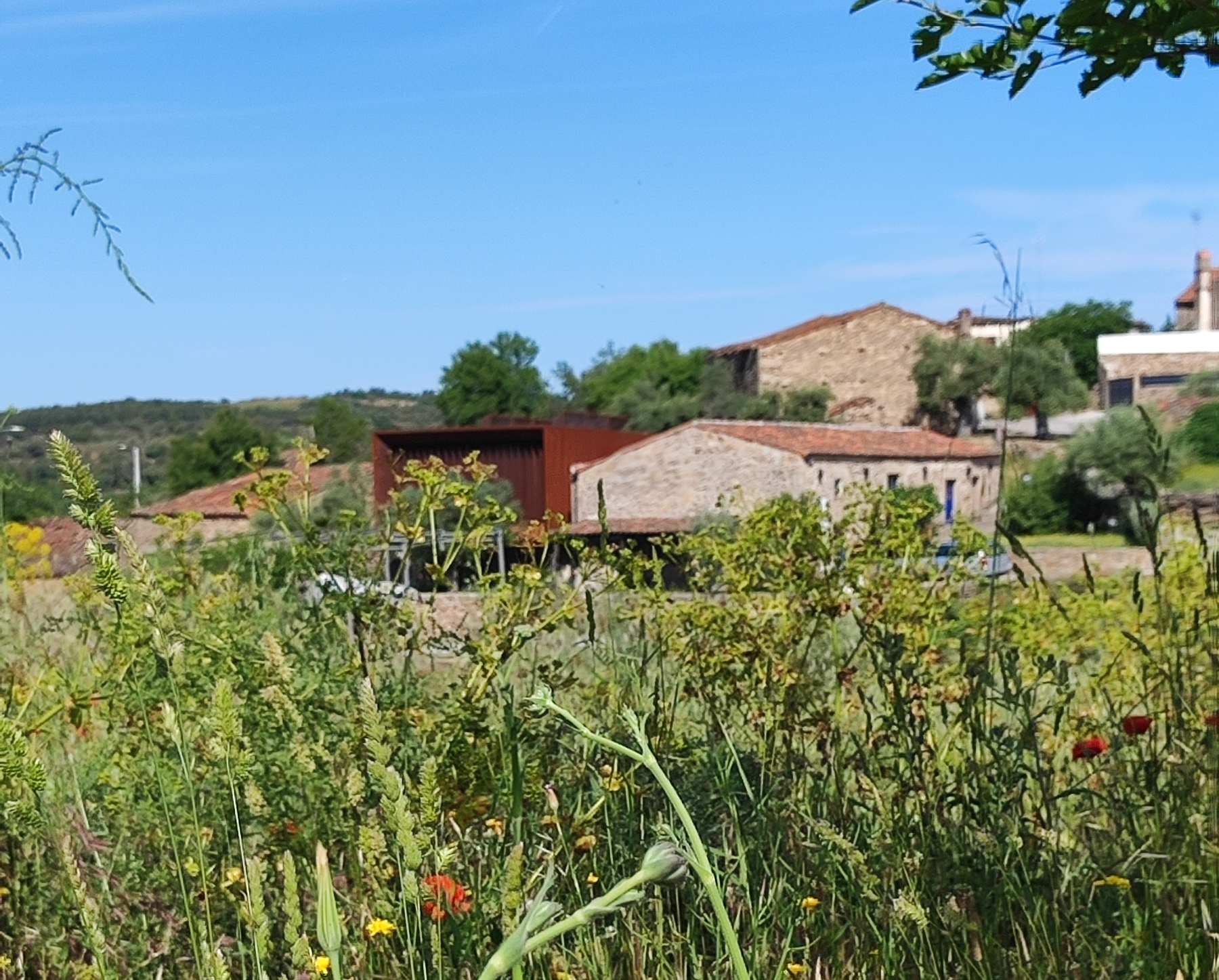
Panorámica del Ecomuseo

El centro de interpretación existente se transformó en un ecomuseo, con la adquisición de una casa tradicional. Cuenta con una sala con una exposición permanente sobre el pasado del asentamiento de Picote, que cuenta la historia de la ocupación humana en este territorio. 

El ecomuseo forma parte de un proyecto de Vvalorización del medioambiente y el patrimonio rural. Ha firmado acuerdos con el Museo Abade de Baçal, en Braganza, para el traslado de los restos que allí se conservan, centrándose en un conjunto de estelas funerarias de origen romano descubiertas en Picote en la década de 1950.

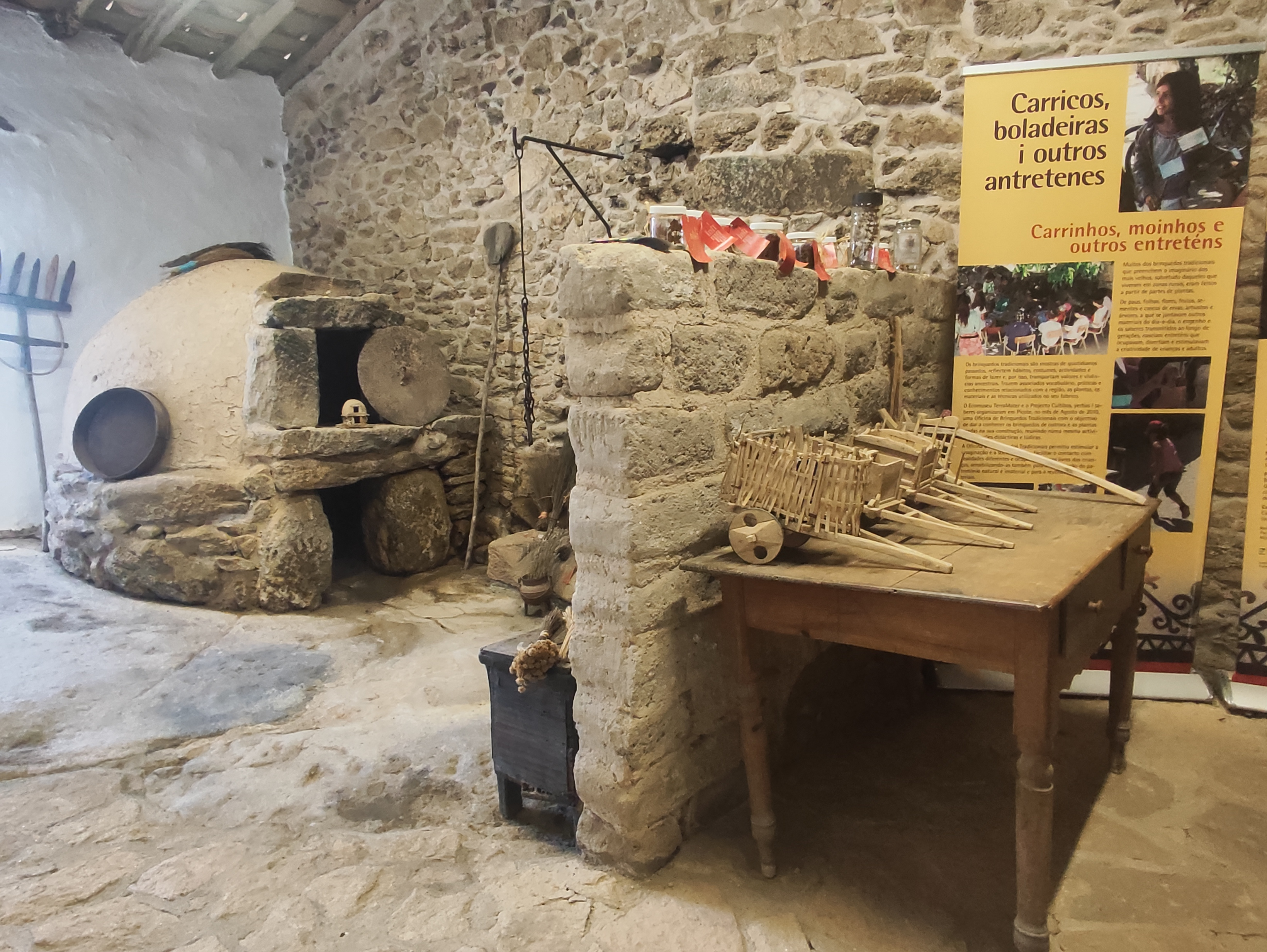
Cocina

## Colecciones
Se centra en los cuatro elementos principales: agua, tierra, fuego y aire, y propone actividades para promover y potenciar estos elementos, así como las prácticas tradicionales de la región. Además, es un museo vinculado a la cultura y la lengua mirandesas a través de la Asociación Frauga, cuyos objetivos son: estudiar, salvaguardar y defender el patrimonio cultural y natural de la región de Picote; promover y desarrollar actividades de sensibilización y formación que potencien los recursos humanos locales, con miras a alcanzar los objetivos estatutarios; promover el desarrollo local, entendido como un proceso de mejora de las condiciones de vida socioeconómicas del pueblo; y, en general, salvaguardar los intereses de Picote.

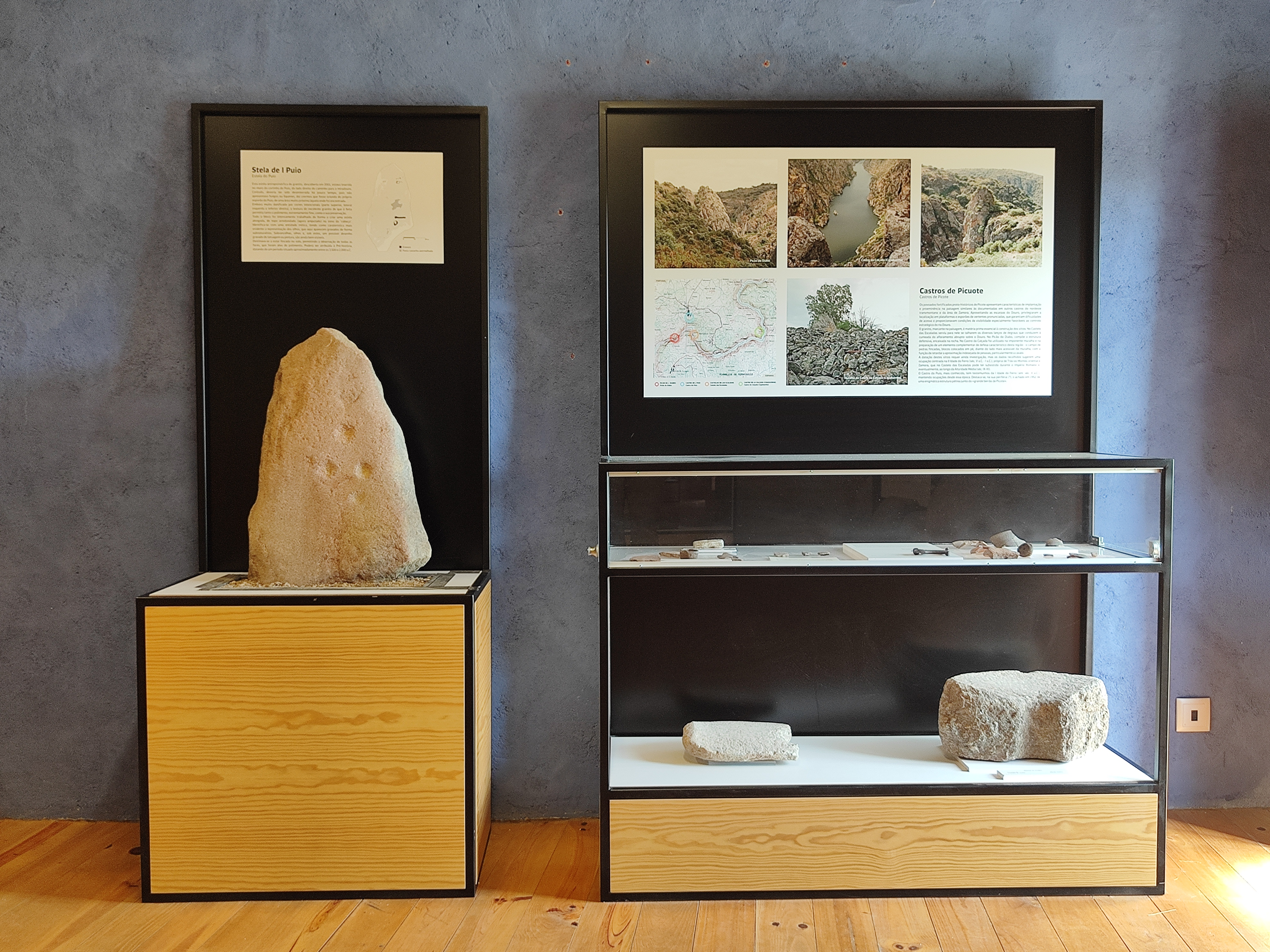
Prehistoria